# Choir Boy
Choir Boy est un roman écrit par Charlie Jane Anders et publié en 2005,.

## Intrigue
Berry, un garçon de douze ans, ne veut rien d'autre que rester un enfant de chœur. Voulant désespérément préserver sa voix de la mue, Berry essaye de se blesser, puis convainc une clinique de lui donner un médicament inhibiteur de testostérone. Berry est ainsi brusquement jeté dans un monde de questions de genre qui l'emmène dans un univers bien plus complexe que tout ce qu'il n'avait jamais connu auparavant.